# 莫石盖淖尔
莫石盖淖尔，也作莫石盖淖、莫石盖海子，位于中华人民共和国内蒙古自治区乌兰察布市察哈尔右翼后旗中部的一个内流盐湖。湖泊面积1.4平方千米，水面高程1400米。
莫石盖淖尔是察哈尔火山群喷发形成的火山堰塞湖。
2019年察哈尔右翼后旗人民政府公布的河湖管理范围划定成果的公告，莫石盖海子（淖尔）管理范围边界线全长为10.025千米，管理范围面积为3.5平方千米。